# Messkampagne
Der Begriff Messkampagne wird in Technik und Wissenschaften für eine länger geplante und organisatorisch genau vorbereitete Messreihe verwendet, die großen Umfang aufweist und als koordiniertes Zusammenwirken mehrerer Personen oder Institutionen durchgeführt wird.
Messkampagnen dienen der übergreifenden Datengewinnung auf interdisziplinärer oder globaler Basis, vor allem für naturwissenschaftliche Forschungen, in der Raumfahrt und zur Erstellung von Vermessungsnetzen.
In den Geowissenschaften können ihre Ergebnisse auch in regelmäßige internationale Dienste zum Datenaustausch einfließen – etwa für GPS-Satellitenbahnen (IGS), die Radio-Interferometrie (IVS) oder die Erdrotation (IERS).
Zur Entstehung des Begriffs:

Der Wortbestandteil Kampagne (von lat. campus, Feld) bezog sich früher auf den militärischen Feldzug und andere koordinierte Aktionen im Freien. Heute wird er hauptsächlich für Informations- und Werbeaktionen verwendet, beschreibt aber auf technischem Gebiet vor allem messende Tätigkeiten in freier Natur.

## Charakteristika von Messkampagnen
Messkampagnen sind – im Gegensatz zu kontinuierlichen Messreihen oder einem permanenten Monitoring – zeitlich begrenzt, sodass ein konzentrierter Einsatz der vorhandenen Mittel, Personen und Ressourcen möglich ist. Sie können zum Beispiel in kooperierenden Labors stattfinden, wesentlich häufiger jedoch im Freien. In örtlicher Hinsicht erstrecken sie sich oft über mehrere Länder oder Kontinente, etwa in den Geowissenschaften.
Die Koordinierung internationaler oder interkontinentaler Kampagnen wird heute meist von eigens dafür eingerichteten Diensten vorgenommen, die beispielsweise an internationale Vereinigungen angegliedert oder eigens zum Zweck einer Spezialkampagne gegründet werden. Bis vor einigen Jahrzehnten wurden solche Kampagnen aber auch von einzelnen Institutionen, bisweilen sogar von einzelnen führenden Wissenschaftlern initialisiert bzw. organisiert.
Besondere Bedeutung haben länderübergreifende Messkampagnen für die Astronomie und die Geodäsie.

## Beispiele aus der Astronomie
- die "Himmelspolizey", gegründet 1799 von führenden Astronomen unter Freiherr von Zach zur koordinierten Suche nach Asteroiden;
- die gleichzeitige Messung zweier langer Meridianbögen in Peru und Lappland, welche die Pariser Akademie im 18. Jahrhundert plante, organisierte und finanzierte (siehe auch Gradmessung). Sie gab den Anstoß zur wissenschaftlichen Erdmessung und zur späteren Meterkonvention.
- auf mehrere Sternwarten aufgeteilte Durchmusterung des Himmels für Sternkataloge oder zur Überwachung von Veränderlichen Sternen;
- die weltweiten Messkampagnen zur Erstellung der Fundamentalkataloge des FK3, FK4 und FK5, an denen sich verschiedene Sternwarten beteiligten. Sie waren die Basis für die heute grundlegenden Bezugssysteme der Astronomie und Geodäsie (ICRF, ITRF).
- wiederholte Kooperation von etwa 5–20 Radioteleskopen im Rahmen der Very Long Baseline Interferometry (VLBI), seit etwa 2001 koordiniert vom IVS-Dienst der astronomischen Union IAU und der IUGG.

## Beispiele aus der Geodäsie und Satellitentechnik
- im 19. Jahrhundert: die eurasischen Vermessungsnetze und ihre Verknüpfung zur Ableitung des Bessel-Ellipsoids und das geografische Längensystem Europas (Albrechtscher Längenausgleich)
- Mitte des 20. Jahrhunderts: die Messkampagnen zur Etablierung des Europanetzes, des ED50 und zur Einmessung von Inseln (siehe auch Zentraleuropäisches Netz und Baltischer Ring)
- 1968–1974: das Weltnetz der Satellitentriangulation
- 1970–1990: verschiedene Doppler- und Satellitenlaser-Kampagnen (zum Beispiel DÖDOC, ALGEDOC, ISAGEX). Sie wurden häufig in räumlich überlappenden Segmenten – sogenannten Sessionen – durchgeführt
- seit 1985: GPS- und andere GNSS-Kampagnen; für globale Netze ist heute der International GNSS Service (IGS) verantwortlich, ein der IAG angegliederter Datendienst
- seit 1995: die internationalen Referenzsysteme ITRF, ETRF  und GGOS
- einige in Europa, Asien oder den USA angesiedelte Geoinformations-Dienste
- befristete Kampagnen im Rahmen größerer Forschungsprojekte

## Weitere Fachgebiete
In der Geophysik finden weiträumige Messkampagnen u. a. zur Untersuchung der mittleren und unteren Erdkruste statt – siehe Geoseismik, Gravimetrie und Exploration.
Merklichen Bedarf an länder- oder institutsübergreifenden Messkampagnen haben unter anderem
- die Biologie (zum Beispiel Verbreitung von Arten und Lebensräumen)
- die Bodenkunde und der Umweltschutz (Luft- und Bodenbelastung)
- die Hydrologie (zum Beispiel Abflussmodelle, Karstwässer)
- und die Geophysik (Seismische Traversen, Tiefbau der Alpen, Krustenbewegungen, ÖKORP usw.)

Oft gehen internationale Vereinbarungen oder Normierungen auf vorangehende, umfangreiche Messkampagnen zurück, wofür etwa die internationale Meterkonvention ein Beispiel darstellt, oder die nach langen Bemühungen gelungene Längenkonvention mit der Etablierung des Nullmeridians von Greenwich.